# 花被片

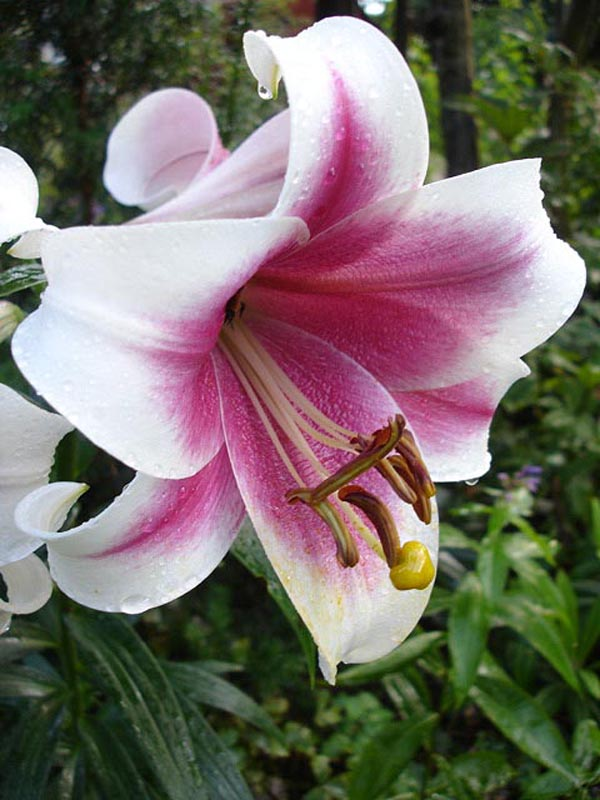
ユリ属の花における花被片は6枚ある。うち外側3枚が萼で、内側3枚が花弁であるが、それらは形態的にほとんど区別できない。

花被片（かひへん、Tepal）は、植物の花被を構成する要素の一つ。外花被（萼）と内花被（花弁）を含む。通常、花弁と萼が形態的に類似する、あるいはほとんど区別できない場合に、それらをまとめて花被片という。
花弁と萼が、花被片として区別できないという特徴は、祖先的な植物の特徴であると考えられている。例えば、植物の中で最も昔に分化した分類群のひとつと考えられているアムボレラは花被片をもち、花弁と萼は明確に分化していない。
花弁と萼の区別がはっきりしない花被片を持つ植物は、主に単子葉植物でよく知られている。例えばチューリップやユリは、花弁と萼が形態的に非常に類似する。